# Caño (canal)

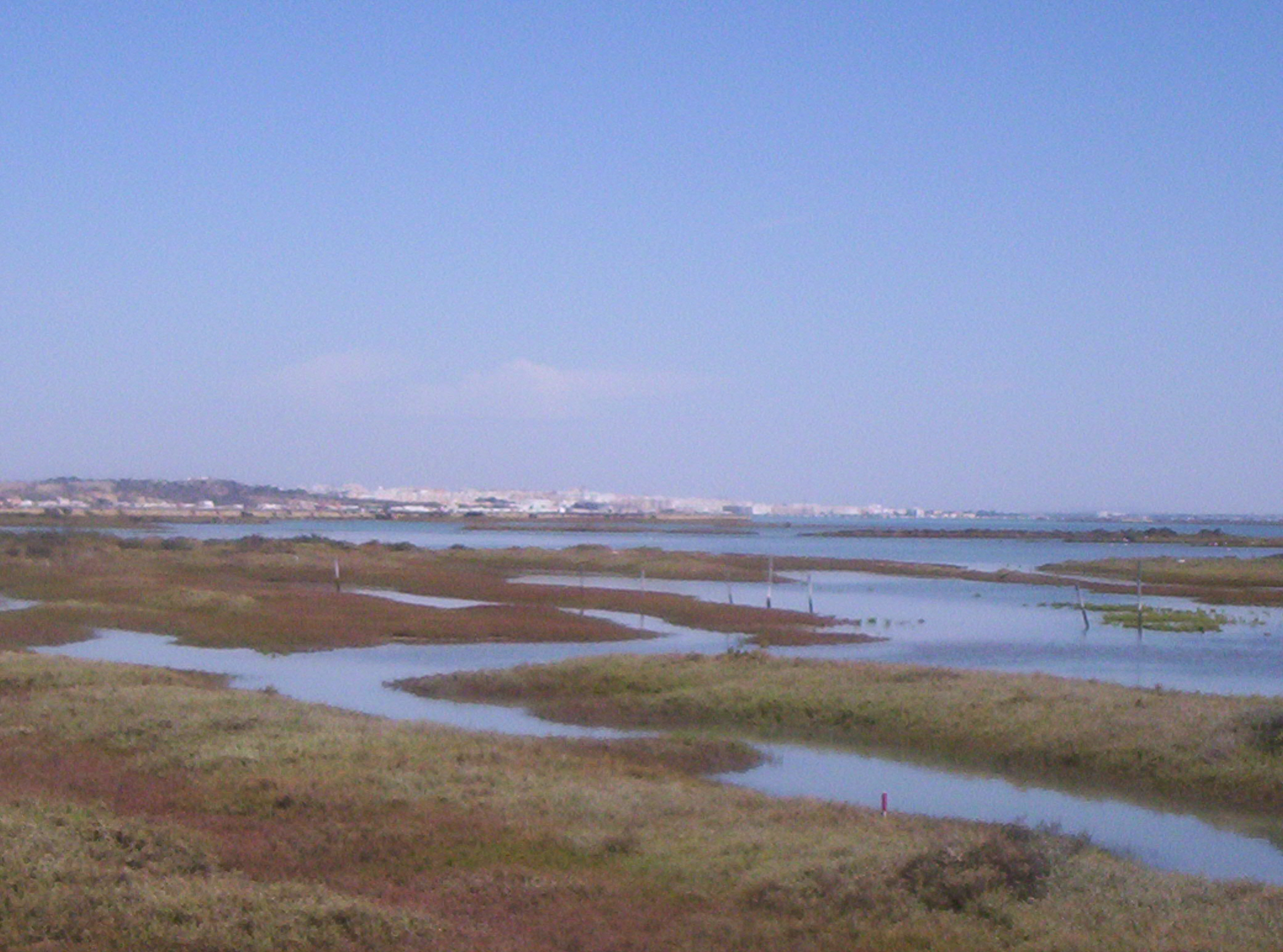
Caño de Sancti Petri, España.

Un caño es un curso de agua marina que se interna en terrenos fangosos de marismas y cuya profundidad y apariencia cambia en función de las mareas. Puede estar comunicado directamente con el mar o no.
- En el primer caso, se denomina caño principal o caño madre, y a su vez puede estar abierto al mar por un extremo o por varios.
- Cuando está comunicado indirectamente al mar por medio de un caño principal, o es un ramal de este, se le denomina caño secundario y terciario. Cuando un caño secundario es estrecho, de corto recorrido y tiene difícil comunicación con canales mayores, se le denomina Zumajo.

Los caños suministran agua marina tanto a los ríos  marismas transformadas en salinas, como a salinas transformadas en piscifactorías, además de a molino de mareas. Son un hábitat de frágil equilibrio que sostiene una gran diversidad de animales y plantas marinas, siendo los representantes más vistosos las aves marinas y limícolas.
También se conoce como caño a los conductos que sirven para conducir fluidos, es decir, agua potable, gas, líquidos cloacales, agua de calefacción y refrigeración, etc.